# タハン山
タハン山（タハンざん、マレー語: Gunung Tahan）とは、マレーシアのマレー半島部分にある山である。ターハーン山と表記されることもある。

## 概要
マレーシアのマレー半島部分は、全体的に山がちの地形である。中央部には中央山脈が南北に縦走し、それに並行して東バンジャラン山脈、西バンジャラン山脈がある。タハン山は、東バンジャラン山脈にあるマレー半島最高峰の山であり、パハン州、ケランタン州の境に位置する。また、タハン山から、その東方にあるマンディ・アンギン山にかけての地域は、タマン・ヌガラ国立公園となっている。
標高については、2187メートルとする資料、2188メートルとする資料、2189メートルとする資料、2190メートルとする資料が混在する。

## 歴史
「タハン山」は「禁じられた山」を意味する。原住民であるオラン・アスリにとってタハン山はタブーであり、その頂上は巨大な猿によって守られているという信仰があった。
部外者がタハン山を認識したのは1875年であった。その後、何人かが登頂しようとしたが、1905年まで成功した者はいなかった。例えば1883年にはイギリス人のベルチャーが挑戦したが、川の増水に伴い行方不明となった。また、1890年には植物学者のヘンリー・ニコラス・リドリーも登頂を試みたが、達成できなかった。
初めてタハン山の登頂に成功したのは、セランゴール州の国立博物館のキュレーター、H. C. ロビンソンらのチームであった。ロビンソンらは1905年に登頂に成功したが、その際のチームの人数は65人であり、荷物の量は合計2トンに及んだという。また、14槽の丸太舟を用意していた。登頂は3ヶ月かかった。
その後、タハン山は10日程度で登頂できるようになった。ただしハロルド・シュテフェンスは、タハン山を登るためには、雨や寒さをしのぐために相当な準備をしなくてはならないと述べている。また、ガイドとともに7日間で登頂するコースもあるが、マレーシアのガイドブックはかなりきついと紹介している。

## 自然
タハン山は結晶片岩よりなる。また、タハン山はそれほど高い山ではないため、山頂まで樹木が繁茂しており、原生林が広がる。植物学者のヘンリー・ニコラス・リドリーは、タハン山にて2つの新種のウツボカズラを発見しており、一方は1908年にネペンテス・アルバと命名され、もう一方は1924年にネペンテス・グラシリマと命名された。タハン山には他にもアカネ科の Steenisia pleurocarpa var. malayana (T.Yamaz.) K.M.Wong（Mussaendopsis malayana T.Yamaz.）が生育する。

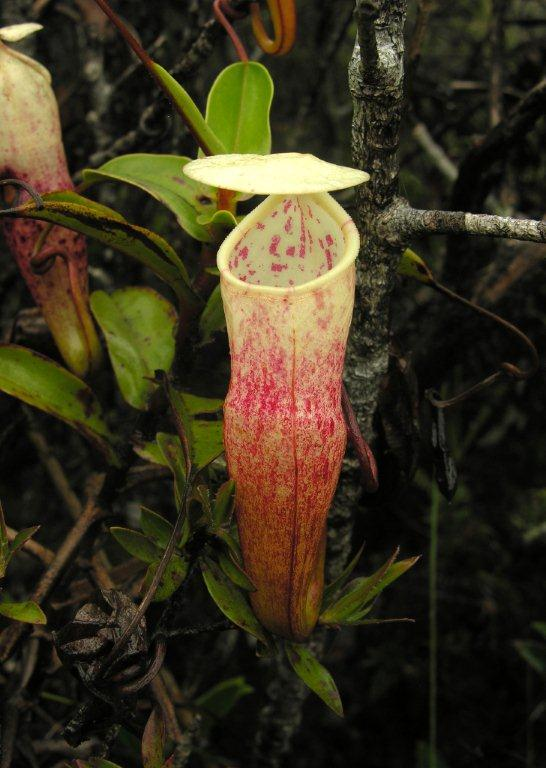
タハン山のネペンテス・アルバ（英語版）
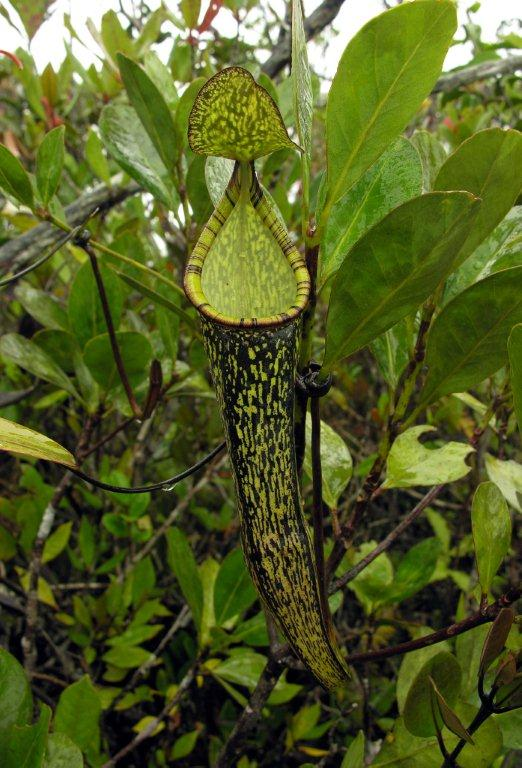
タハン山のネペンテス・グラシリマ（英語版）

## 動物
タハン山にはトラや象が生息する。

## タハン山を取り上げた作品
作家のイシャッ・ムハンマドは『タハン山の王子』という作品をのこした。この作品はマレー人青年連盟のメンバーに影響を与えた。